# J. Henri Oushoorn
Jacobus Hendrikus (J. Henri) Oushoorn (Rotterdam, 15 augustus 1871 – Alkmaar, 22 juni 1941) was een Nederlands violist, dirigent en componist.
J. Henri Oushoorn was zoon van muzikant/muziekleraar Frederikus Oushoorn en Johanna Adriana van der Vall. Zijn broers Frederikus Jacobus Oushoorn en Hugo Oushoorn waren ook werkzaam in de muziekwereld. Hij was getrouwd met (amateur-)pianiste Hendrica Josepha Maria Ibink Melenbrink.
De eerste opleiding in de muziek kreeg hij van zijn vader en zijn broer Frederikus Jacobus. Net als broer Hugo trok hij naar de Rotterdamsche Muziekschool van de Maatschappij tot Bevordering der Toonkunst. Docenten daar waren Friedrich Gernsheim (piano en compositieleer), Hermann Csillag, Willy Hess en Bernard Dessau (viool) en Ferdinand Blumentritt (instrumentatie). Hij begon in 1886 als altviolist bij het orkest van de Hoogduitse Opera in Rotterdam en was daar violist en solo-altviolist totdat die instelling werd opgeheven. Het orkest bleef echter bij elkaar en hij werd er concertmeester en tweede dirigent. In de periode 1891 tot 1894 was hij docent aan de Rotterdamsche Muziekschool en dirigent bij het zangkoor Laus Deo in Rotterdam. Hij trad als solist op in de meeste Nederlandse grote steden en werkte af en toe in Duitsland (Niederrheinische Musikfest). 
In 1900 maakte hij een overstap. Hij werd directeur van de afdeling Alkmaar van de Maatschappij tot Bevordering der Toonkunst, alwaar hij enige bekendheid kreeg met zijn 'Oushoorn-concerten'. Hij leidde er tussen 1900 en 1936 ook het plaatselijke Toonkunstkoor, in welke functie hij de opvolger was van Paul C. Koerman, en werd opgevolgd door Johannes Röntgen. Melchert Schuurman was een van zijn leerlingen.
Oushoorn schreef een aantal muziekwerken, sommige verschenen in druk. Te noemen zijn:    
- opus 1: Advendo-mars
- opus 6: Pianotrio (1889)
- opus 10: Impromptu voor piano
- opus 11: Barcarolle voor viool en piano
- opus 12: Menuet voor piano
- opus 13: Pièce caractèristique voor orkest (bekroond in Laeken)
- opus 14: pianokwartet (bekroond in Laeken )
- opus 15: Missa voor solisten, mannenkoor en orgel: Missa prima in hon. S. Ignatii de Loyola voor vierstemmig mannenkoor (1895 voor “zijn” koor van de Sint-Ignatiuskerk in Rotterdam)
- opus 16: Concertouverture
- opus 17: Andante voor cello en piano
- opus 21: Ik ben van u zoo verre
- opus 22: Serenade voor piano
- opus 25: Vioolsonate (onderscheiden met een ereducaat van de Maatschappij tot Bevordering der Toonkunst Haarlem)
- opus 27: Kein Glück noch Stern (lied voor middelstem en piano uit 1899)
- opus 31: Albumblatt voor viool en piano
- opus 32: Celloconcert (bracht het tot een uitvoering door het Concertgebouworkest onder leiding van Willem Mengelberg met solist Frits Willem Gaillard, 22 november 1903)
- opus 33: Romance voor piano
- opus 34: Legende
- opus 35: Serenade voor gemengd a capella koor (verplicht werk tijdens koorwedstrijd)
- opus 36: De Morgen voor gemengd a capella koor
- opus 37: Pianotrio nr.2
- opus 45: Zangkleutertjes
- opus 47: Het was een droom
- opus 51: ’t Kindeke
- opus 58: Avond voor gemengd a capella koor
- Drie liederen voor een middenstem en piano
- Serenade Espagnol  voor orkest
- Chanson triste voor orkest
- Herontwaking (1913) ter gelegenheid van het 8 oktoberfeest (Alkmaars Ontzet)

In 1911 vond de viering plaats van zijn 25-jarig jubileum. Ongeveer tegelijkertijd werd hij benoemd tot Officier d’Académie.